# 1995年12月逝世人物列表
1995年逝世人物列表：1月 - 2月 - 3月 - 4月 - 5月 - 6月 - 7月 - 8月 - 9月 - 10月 - 11月 - 12月
1995年12月逝世人物列表，是用於匯總1995年12月期間逝世人物的列表。

## 依日期排序

### 1日
- 鄧尼斯·艾倫，55歲，美國演員和喜劇演員。[1]
- 埃米爾·班賈維奇，80歲，美式足球運動員。[2]
- O·羅伊·喬克，88歲，美國企業家。[3]
- 瓦曼·克魯什納·喬加德，81歲，印度作家和教育家。[4]
- 路易吉·賈科布，88歲，義大利自行車運動員。[5]
- 亨利·霍爾伯特，68歲，美式橄欖球運動員和教練。[6]
- 瑪律蒂·利莫，54歲，芬蘭籃球運動員。[7]
- 塞爾吉奧·佩斯，79歲，義大利電影攝影師。
- 科林·塔普利，88歲，紐西蘭演員。
- 麥克斯韋·R·瑟曼，64歲，美國陸軍上將[8]

### 2日
- 羅伯遜·大衛斯，82歲，加拿大小說家[9]
- 阿特·赫林，89歲，美國棒球運動員。[10]
- 羅克西·羅克，66歲，美國女演員[11]
- 玛丽亚·泰尔克斯，94歲，匈牙利裔美國生物物理學家、科學家和發明家。
- 比姆·杜多克·範·希爾，81歲，荷蘭水手和奧運選手。[12]
- 艾拉·瓦拉赫，82歲，美國編劇、小說家[13]

### 3日
- 漢斯·阿爾達爾，74歲，挪威政治家。[14]
- 何塞普·巴托利，85歲，西班牙畫家、漫畫家和作家。[15]
- 傑尼·巴特勒姆，40歲，澳大利亞電影製片人，作家和殘疾人權利活動家[16]
- 詹姆斯·科爾蓋特·克利夫蘭，75歲，美國政治家[17]
- 吉米·朱厄爾，85歲，英國喜劇演員。[18]
- 亞歷山大·凱達諾夫斯基，49歲，蘇聯/俄羅斯演員、電影導演和編劇，心臟病發作。
- 勞塔羅·穆魯阿，68歲，智利裔阿根廷演員、電影導演和編劇[19]
- 羅德尼·帕沃拉，56歲，美國冰球運動員。
- 傑拉德·約翰·謝弗，49歲，美國殺人犯，連環殺手和員警[20]

### 4日
- 沃倫·安布羅斯，81歲，美國數學家。[21]
- 萊昂內爾·吉魯，61歲，加拿大侏儒摔跤手，肺氣腫。
- 列奧尼達斯·貝瑞，93歲，美國上消化道内视镜檢查和內視鏡檢的先驅。[22]
- 喬治·博奇諾，82歲，義大利擊劍運動員和奧運獎牌得主。[23]
- 彼得·格利戈羅夫斯基，57歲，南斯拉夫和馬其頓動畫電影導演和藝術家。
- 魯道夫·赫魯斯卡，80歲，奧地利汽車設計師和工程師。
- 羅伯特·帕裡什，79歲，美國電影導演、編輯、作家和兒童演員。[24]
- 傑里·懷特，47歲，美國被定罪的殺人犯[25]

### 5日
- 第十代阿什布魯克子爵戴斯蒙德·弗勞爾，90歲，愛爾蘭同齡人和士兵。[26]
- 伊利奧·博西，92歲，意大利共產主義政治家和工會成員。[27]
- 雷納·布雷德邁耶，66歲，德國作曲家。[28]
- 比爾·布魯頓，70歲，美國職業棒球大聯盟球員[29]
- L.B.科爾，77歲，美國漫畫家。[30]
- 查理斯·埃文斯，77歲，英國登山家、外科醫生和教育家。[31]
- 馬修斯男爵維克多·馬修斯，76歲，英國同行和每日快報的擁有者。[32]
- 麗莎·麥克弗森，36歲，美國山達基教會成員，肺栓塞。
- 克莱尔·卡梅伦·帕特森，73歲，美國地球化學家。[33]
- 基思·朗科恩，73歲，英國地球物理學家。[34]

### 6日
- 伊馮娜·肖芬，90歲，法國作家和評論家。[35]
- 杰拉德·考希格，74歲，美國橄欖球運動員。[36]
- 科斯萊特·奧庫恩，88歲，愛爾蘭聖公會牧師和聖經學者。
- 布斯塔·鐘斯，44歲，美國音樂家。
- 特雷弗·基，48歲，英國攝影師[37]
- 梅尔文·克兰兹伯格，78歲，美國歷史學家。[38]
- 瑪格麗特·梅亞爾，93歲，美國天文學家。
- 傑克·米爾恩，88歲，美國賽車手。
- 羅伯特·厄爾·奧尼爾，34歲，美國白人至上主義者，被定罪的殺人犯[39]
- 羅伯特·法倫，58歲，美國演員，愛滋病併發症。
- 克雷爾·波林，69歲，美國作曲家、長笛手和音樂學家。[40]
- 路易士·雷蓋羅，87歲，西班牙足球運動員和奧運選手。[41]
- 詹姆斯·雷斯頓，86歲，美國記者。[42]
- 馬里奧·維西尼，82歲，義大利公路自行車賽車手。[43]
- 德米特里·沃爾科戈諾夫，67歲，俄羅斯歷史學家和上校[44]

### 7日
- 詹姆斯·德里克·伯查爾，65歲，英國化學家、材料科學家和交通事故發明家。[45]
- 埃德蒙·坎貝爾，96歲，美國律師和政治家。[46]
- 哈里·卡弗斯，85歲，加拿大政治家。[47]
- 尼克·康納，91歲，美國政治家。[48]
- 米爾德里德·亞當斯·芬頓，96歲，美國古生物學家和地質學家。[49]
- 凱薩琳·哈裡森，103歲，英國女演員。[50]
- 斯特拉·英達，71歲，墨西哥電影女演員[51]
- 喬·凱利，90歲，澳大利亞政治家。
- 約翰尼·莫爾斯，79歲，加拿大冰球運動員。[52]
- 渡邊正，59歲，日本足球運動員和經理。[53]

### 8日
- 詹姆斯·奧斯丁，82歲，美式足球運動員。[54]
- 阿瑟·伯奇，80歲，澳大利亞有機化學家。[55]
- 歐內斯特·L·博耶，67歲，美國教育家和美國教育專員。[56]
- 湯姆·伯恩斯，89歲，英籍智利出版商和編輯。[57]
- 比爾·科德韋爾，63歲，英格蘭足球經理和球探。.[58]
- 約翰·吉列特，69-70歲，英國影評人和研究員。[59]
- 喬治·J·路易斯，91歲，墨西哥演員[60]
- 羅伯特·曼努埃爾，79歲，法國演員和電影導演。
- 马伊诺·内里，71歲，義大利足球運動員和經理。[61]
- 丁善德，84歲，中國作曲家。[62]

### 9日
- 塞韋羅·安東內利，88歲，美國攝影師。[63]
- 托尼·凱德·班巴拉，56歲，美國作家，紀錄片製片人和社會活動家[64]
- 薇薇安·布萊恩，74歲，美國女演員和歌手[65]
- 馬里奧·布里尼，87歲，義大利主教。
- 喬治·布朗，80歲，英國水手和奧運會運動員。[66]
- 皮埃爾-喬治·卡斯特，80歲，法國學者、文學評論家和作家。[67]
- 休·克萊格，75歲，英國學者和主任。[68]
- 湯姆·科爾，88-89歲，澳大利亞工人，戶外運動者和作家。[69]
- 伯努瓦·科莫，79歲，加拿大政治家。[70][71]
- 道格拉斯·科雷根，88歲，美國飛行員。[72]
- 格溫·哈伍德，75歲，澳大利亞詩人。[73]
- 本尼·李，79歲，蘇格蘭喜劇演員和歌手。[74]
- 吉莉安·羅斯，48歲，英國哲學家和非小說作家[75]
- 凱薩琳·韋，93歲，美國物理學家。

### 10日
- 戈弗雷·阿格紐，82歲，英國公務員。[76]
- 亞歷克斯·阿倫森，83歲，德國作家。[77]
- 卡邁勒·巴塔查亞，80歲，印度板球運動員。[78]
- 邦維，54歲，義大利漫畫家，車禍。
- 薩薩·博佐維奇，83歲，南斯拉夫遊擊隊員、醫生和作家。
- 薩爾瓦達曼喬拉，88歲，英裔印度裔美國數學家。[79]
- 瑪麗·拉塞爾斯，95歲，英國文學學者。[80]
- 保羅·洛曼，69歲，美國電影攝影師
- 諾福克公爵夫人拉維尼婭·菲茨蘭-霍華德，79歲，英國貴族女性。
- 菲爾·皮拉廷，88歲，英國共產主義政治家。[81]
- 達倫·羅賓遜，28歲，美國說唱歌手[82]

### 11日
- 格雷格·班森，47歲，美國加爾文主義哲學家、護教家和辯論家[83]
- 艾蒂安·貝克爾，59歲，法國電影攝影師。[84]
- 艾倫·珍妮斯，89歲，美國化學研究員。[85]
- 亞瑟·穆拉德，85歲，英國演員，喜劇演員和歌手。[86]
- 尤安·羅伯遜，47歲，紐西蘭長跑運動員和奧運選手[87]
- 阿布哈桑·薩迪吉，101歲，伊朗雕塑家和畫家。
- 羅伯特·謝爾頓，69歲，美國音樂和電影評論家。[88]
- 米科·特里帕洛，69歲，克羅埃西亞政治家。

### 12日
- 羅伯托·阿格拉蒙特，91歲，古巴大使、哲學家和政治家。[89]
- 艾克·阿爾特金斯，76歲，美國攝影記者、照片編輯和現場記者[90]
- 伊萬傑琳·布魯斯，81歲，美國社會女主持人和作家。[91]
- 拉馬斯瓦米·拉馬納坦·切蒂亞爾，82歲，印度商人和政治家。[92]
- 安赫爾·克雷斯波，69歲，西班牙詩人和翻譯家。[93]
- 丹麥的卡羅琳-瑪蒂爾德，83歲，丹麥公主。
- 乔瓦尼·贾科马齐，67歲，意大利足球運動員。[94]
- 薩努西·哈賈迪納塔，81歲，印度尼西亞政治家。
- 奧萊斯·洪查爾，77歲，烏克蘭作家和公眾人物。
- 柳德米爾·基爾科夫，61歲，保加利亞電影導演和演員。
- 大衛·萊特鮑恩，63歲，英國政治家。[95]
- 安德魯·納爾遜·萊特爾，92歲，美國小說家、劇作家、散文家。[96]
- 大衛·馬歇爾，87歲，新加坡政治家，第一任首席部長[97]
- 摩西·茲維·內里亞，82歲，以色列東正教作家和政治家。[98]
- 安德魯·奧勒，47歲，澳大利亞廣播電視節目主持人[99]
- 荷馬·索恩伯里，86歲，美國政治家和法官。[100]

### 13日
- 格爾達·本特森，95歲，丹麥紡織藝術家，專門從事刺繡。[101]
- 克里桑索斯·孟提斯·伯斯頓佐格魯，76-77歲，希臘政治漫畫家，劇作家，作詞家和畫家。
- 厄尼·凱斯，75歲，加州大學洛杉磯分校棕熊隊和巴爾的摩小馬隊的美國四分衛。[102]
- 安·諾蘭·克拉克，99歲，美國作家，獲得紐伯里獎章。[103]
- 勒內·克洛雷克，84歲，法國作曲家和指揮家。[104]
- 阿納托利·迪亞特洛夫，64歲，蘇聯工程師，在切爾諾貝利災難期間負責工作。[105]
- 南希·拉莫特，43歲，美國歌手[106]

### 14日
- 古斯塔夫·漢密爾頓-羅素，64歲，愛爾蘭同齡人、士兵和銀行家。[107]
- 艾迪·克蘭普，61歲，英格蘭足球運動員。[108]
- G.C.埃德蒙森，73歲，美國科幻小說家。[109]
- 羅伯·哈裡斯，28歲，美國空中衝浪運動員[110]
- 愛德華多·西米安，80歲，智利足球運動員和政治家。[111]
- 康斯坦斯·蒂珀，101歲，英國冶金學家和晶體學家。

### 15日
- 亞諾斯·阿多揚，57歲，匈牙利手球運動員。[112]
- 卡爾文·克拉克，79歲，美國黑人聯盟棒球運動員。[113]
- 馬諾·達雅克，45歲，尼日爾圖阿雷格自由戰士，活動家和政治家[114]
- 馬里恩·霍利，85歲，美國田徑運動員和奧運選手。[115]
- 薩里亞明·伊斯梅爾，86歲，印尼小說家。
- 米羅斯拉夫·卡捷托夫，77歲，捷克數學家、國際象棋大師和心理學家。[116]
- 約翰尼·萊特爾，63歲，美國電顫琴演奏家。[117]
- 曼努埃爾·古鐵雷斯·梅拉多，83歲，西班牙政治家和部長[118]
- 戴安娜·波爾頓，92歲，英國琵琶演奏家。[119]
- 揚·日哈，80歲，捷克足球運動員。

### 16日
- 艾伯特·阿爾伯特，84歲，荷蘭作家、翻譯家和記者。[120]
- 朱利奧·卡普利，84歲，義大利足球運動員。[121]
- 西蒙·熱內瓦，83歲，法國電影女演員。[122]
- 张水华，79歲，中國電影導演、編劇。[123]
- 安東尼·英格拉西亞，51歲，美國導演、製片人和劇作家。[124]
- 伯特·馬塞洛，59歲，菲律賓電視名人。
- 約翰尼·莫斯，88歲，美國撲克玩家。[125]
- 查爾斯·索里奧爾，91歲，加拿大博物學家。
- 瑪麗埃勒·文特雷，56歲，義大利音樂家和歌手，乳腺癌。

### 17日
- 艾沙·玉素甫·阿布甫泰肯，94歲，中國維吾爾民族主義者和泛突厥政治家。
- 亨德里克斯·伯克霍夫，81歲，荷蘭神學家。[126]
- 阿爾弗雷德·布拉，87歲，瑞士自行車賽車手。[127]
- 阿爾法·卡斯塔爾迪，68歲，義大利攝影師。
- 阿瑟·西里利，80歲，美國律師、政治家和法官。[128]
- 多蘿西·波特，90歲，美國圖書館員、書目學家和策展人。[129]
- 奧利維特·蒂博，81歲，來自魁北克的加拿大女演員。
- 彼得·術士，91歲，英國魔術師。
- 安井琢磨，86歲，日本經濟學家。

### 18日
- 阿爾瓦潘奇托，70歲，菲律賓電影演員。
- 布萊恩·布羅克利斯，69歲，英國管風琴家和作曲家。[130]
- 莫里·菲爾茲，70歲，澳大利亞雜耍表演者，演員和單口喜劇演員。[131]
- 葉蓮娜·米羅希娜，21歲，俄羅斯跳水運動員[132]
- 安東尼奧·羅克特，89歲，葡萄牙足球守門員。[133]
- 內森·羅森，86歲，以色列物理學家。[134]
- 馬丁·魯澤克，77歲，捷克演員。[135]
- 羅斯·湯瑪斯，69歲，美國犯罪小說作家[136]
- 穆罕默德·葉加內，72歲，伊朗經濟學家。[137]
- 康拉德·楚澤，85歲，德國工程師。[138]

### 19日
- 妮塔·巴羅，79歲，巴巴多斯總督[139][140]
- 馬克斯·比爾，83歲，瑞士長跑運動員，曾參加1936年夏季奧運會。[141]
- 琳達·海耶斯，77歲，美國女演員。
- 傑克·希弗利，85歲，美國電影剪輯師和影視導演。[142]
- 勒内·勒穆瓦纳，89歲，法國擊劍運動員和奧運選手。[143]
- 新浦雅子，82歲，日本田徑運動員、奧運選手。[144]
- 亨利·維洛熱，71歲，法國演員。[145]
- 哈羅德·沃特金森，85歲，英國商人和政治家。[146]

### 20日
- 蘇珊娜·巴倫，68歲，法國電影剪輯師。[147]
- 阿麗克西娜·杜尚，89歲，美國藝術品轉銷商，馬塞爾·杜尚的妻子。[148]
- 雅克男爵約翰·雅克，90歲，英國商人和政治家。[149]
- 帕里斯·卡內拉基斯，42歲，希臘裔美國計算機科學家。
- 艾倫·麥金托什，59歲，丹麥物理學家。[150]
- 馬里奧·普羅卡奇諾，83歲，義大利裔美國律師和政治家。[151]
- 馬安·薩森，84歲，荷蘭政治家。[152]
- 馬奇·辛克萊，57歲，牙買加裔美國女演員[153]

### 21日
- 特倫查德·考克斯，90歲，大英博物館館長。[154]
- 薩米·克里森，51歲，美國鼓手，腦動脈瘤。
- 羅伯特·侯伊斯頓，72歲，英國法學教授。[155]
- 羅迪·蘭姆，96歲，美國橄欖球運動員。[156]
- 鮑裡斯·波諾馬列夫，90歲，蘇聯政治家、思想家和歷史學家。[157]

### 22日
- 讓·奧布里，82歲，法國體操運動員和奧運選手。[158]
- 勞倫斯·伯克，87歲，美國作曲家、鋼琴家和音樂教育家。[159]
- 泰德·卡羅爾，56歲，愛爾蘭投擲手。
- 皮埃爾·庫爾，79歲，法國詞曲作者和作詞人。[160]
- 費裡斯·詹寧斯，82歲，美國橄欖球運動員。
- 川谷拓三，54歲，日本電影演員，肺癌。
- 奧斯瓦爾德·卡普，90歲，愛沙尼亞摔跤運動員和奧運選手。[161]
- 大衛·蘭德，77歲，英國導演和戲劇製作人。[162]
- 巴特弗萊·麥克昆，84歲，美國女演員[163]
- 詹姆斯·米德，88歲，英國經濟學家。[164]
- 湯姆·佩蒂特，64歲，美國記者。[165]

### 23日
- 海倫·安徒生，76歲，加拿大藝術家[166]
- 阿蒂利奧·布爾蓋里，82歲，義大利足球運動員。[167]
- 拉爾夫·H·戴姆勒，91歲，美國律師。[168]
- 加布里埃爾·凱勒，87歲，蘇格蘭社交名流，高爾夫球手，藝術收藏家和考古攝影師。[169]
- 卡爾·賈姆謝德·坎達拉瓦拉，91歲，印度空軍軍官，帕西藝術鑒賞家和律師。
- 派翠克·諾爾斯，84歲，英國演員[170]
- 奧洛夫·里德貝克，82歲，瑞典外交官。[171]

### 24日
- 菲利普·阿瑞達，65歲，美國律師和法律學者[172]
- 阿哈倫·貝克爾，90歲，以色列政治家。[173]
- 洛伊澤·克拉卡爾，69歲，斯洛維尼亞詩人、文學史學家和散文家。
- 卡洛斯·拉佩特拉，57歲，西班牙足球運動員。[174]
- 傑弗里·平寧頓，76歲，英國記者。[175]
- 喬·舒文納爾-弗蘭森，86歲，荷蘭政治家。[176]
- 傑克·西金斯，86歲，愛爾蘭橄欖球運動員。

### 25日
- 弗雷德里克·貝克頓，87歲，二戰期間美國海軍軍官和驅逐艦指揮官。[177]
- 蜜雪兒·貝爾托，56歲，法國演員。
- 詹姆斯·鮑徹，85歲，愛爾蘭板球運動員。[178]
- 張起呂，84歲，韓國外科醫生、教育家和慈善家。
- 河野昭，66歲，日本體操運動員。[179]
- 伊曼紐爾·萊維納斯，89歲，法國立陶宛哲學家。[180]
- 馬里詹·利波夫塞克，85歲，斯洛維尼亞鋼琴家、作曲家和音樂作家。[181]
- 迪恩·馬丁，78歲，美國歌手[182]
- 亨利·派特雷爾，77歲，法國足球運動員和高管。
- 艾倫·拉塞爾·派翠克，85歲，加拿大政治家。
- 維克多·佩拉爾塔，87歲，阿根廷拳擊手。[183]
- 尼古拉斯·斯洛尼姆斯基，101歲，俄裔美國音樂學家。[184]

### 26日
- 胡薩梅廷·伯克，85歲，土耳其足球運動員和裁判。
- 亞伯特·約翰·德羅加堤斯，68歲，美國橄欖球運動員[185]
- 沃爾特·霍恩，87歲，德裔美國中世紀學者。[186]
- 安赫爾·沙，84歲，委內瑞拉作曲家、指揮家和教師。[187]

### 27日
- 斐迪南德·奧斯，81歲，德國政治家。[188]
- 艾爾·巴利克，80歲，美國職業棒球大聯盟裁判員。[189]
- 傑里米·約翰·比德爾，39歲，英國評論家，作家和廣播員[190]
- 埃德加·比肖夫，83歲，羅馬尼亞裔法國作曲家和作詞家。[191]
- 亨克·鮑曼，69歲，荷蘭曲棍球運動員和奧運會獎牌獲得者。[192]
- 路易斯·布利，94歲，英國郡議員、慈善家和政治活動家。[193]
- 托馬斯·C·查默斯，78歲，美國醫生和醫學研究員。[194]
- 舒拉·切爾卡斯基，86歲，烏克蘭裔美國音樂會鋼琴家。[195]
- 威廉·坎貝爾·高爾特，85歲，美國作家。[196]
- 鮑裡斯·格涅登科，83歲，蘇聯/烏克蘭數學家。[197]
- 溫斯洛·霍爾，83歲，美國賽艇運動員和奧運選手。[198]
- 席德·赫隆，86歲，美國政治家。[199]
- 奧斯卡·賈德，87歲，加拿大裔美國棒球運動員。[200]
- 根里克·卡斯帕良，85歲，蘇聯棋手。
- 恩佐·塞拉芬，83歲，義大利電影攝影師。

### 28日
- 瑪德琳·巴羅特，86歲，法國活動家和神學家。[201]
- 維吉紐斯·達布尼，94歲，美國教師、記者和作家。[202]
- 馬克斯韋爾·史崔特·吉米·戴維斯，70歲，美國電藍調音樂家[203]
- 瓦爾特·基利，78歲，德國文學家。
- 蜜雪兒·米切萊特，101歲，烏克蘭電影配樂作曲家。[204]
- 霍華德·C·彼得森，85歲，美國政府官員和銀行家。[205]

### 29日
- 雪麗·阿斯科特，65歲，英國短距離獨木舟運動員。[206]
- 內洛·塞利歐，81歲，瑞士總統。[207]
- 哈羅德·科裡森，86歲，英國工會會員。[208]
- 哈裡·克里普斯，54歲，英格蘭足球運動員。[209]
- 麗塔·格雷，87歲，美國女演員[210]
- 漢斯·亨克曼斯，82歲，荷蘭鋼琴家、教師、古典音樂作曲家和精神病學家。[211]
- 菲力浦斯·雅各斯·伊登堡，94歲，荷蘭統計學家。[212]
- 約翰·馬努薩馬，85歲，荷蘭教師和摩鹿加獨立活動家。

### 30日
- 波爾·安德森，65歲，丹麥足球運動員。[213]
- 休伯特·克隆普，85歲，羅馬尼亞跳臺滑雪運動員，曾參加1936年冬季奧運會。[214]
- 拉爾夫·弗拉納根，81歲，美國大樂隊領隊、鋼琴家、作曲家和編曲家。[215]
- 多麗絲·格勞，71歲，美國劇本主管和配音員[216]
- 理查德·霍農，45歲，美國服裝設計師[217]
- 亞歷山大·馬查瓦里亞尼，82歲，喬治亞作曲家和指揮家。[218]
- 海纳·穆勒，66歲，德國詩人和劇作家[219]
- 蘇珊娜·普魯，75歲，法國小說家。[220]
- 內斯特·雷東多，67歲，菲律賓漫畫家。
- 卡塔琳娜·泰孔，63歲，瑞典民權活動家、作家和演員。[221]

### 31日
- 大衛·安德森，79歲，蘇格蘭法官，政治家和蘇格蘭副檢察長。
- 弗朗西斯·伍德曼·克利夫斯，84歲，美國漢學家、語言學家和歷史學家。[222]
- 加布里埃爾·德·奧巴雷德，97歲，法國小說家、文學評論家和記者。[223]
- 弗里茨·埃克哈特，88歲，奧地利演員、導演和作家。[224]
- 丹尼爾·O·格雷厄姆，70歲，美國陸軍軍官。[225]
- 愛德華多·埃爾南德斯·蒙卡達，96歲，墨西哥作曲家和指揮家。[226]
- 比爾·尼羅普，43歲，美國冰球運動員[227]
- 伊莉莎白·皮納傑夫，95歲，俄裔德國女演員。[228]